# Shirahama Kenki
Shirahama Kenki (白 濱 貴, Viet: Bạch Tân Hiển Quý ) var en japansk pirat fra slutningen af det 16. århundrede til det 17. århundrede, en af de første japanske med hvem det sydvietnamsiske rige under Nguyễn-fyrsterne etablerede kontakt.

## Liv og gerning
Han ankom først til den vietnamesiske kyst i 1585 med fem skibe og begyndte at engagere sig i piratvirksomhed og kystoverfald. Han blev til sidst fordrevet af en flåde på mindst ti skibe ledet af den sjette søn af lord Nguyễn Hoàng; To af piratskibene blev ødelagt, og Shirahama flygtede. Det siges, at han fejlagtigt blev antaget for en vesterlænding af de vietnamesere, han stødte på på det tidspunkt.
Fjorten år senere, i 1599, havarerede Shirahamas fartøj tæt ved havnen i Thuận An. Den lokale magistrat, der korrekt antog ham for at være en slags pirat eller fribytter, angreb Shirahama og blev dræbt. Shirahama blev derefter fængslet, og Nguyễn Hoàng sendte et missive til Tokugawa Ieyasu, ny shōgun i Japan, og spurgte, hvordan han skulle håndtere japanske søfolk i fremtiden. Dette var den første officielle kontakt mellem de to regeringer og markerede begyndelsen af et venskabeligt forhold, der varede adskillige årtier.